# Copa de China 2011
La Copa de China de 2011 fue una competición internacional de
patinaje artístico sobre hielo, la tercera del Grand Prix de patinaje artístico sobre hielo de la temporada 2011-2012. Organizada
por la federación china de patinaje, tuvo lugar en Shanghái, entre
el 3 y el 6 de noviembre de 2011. Hubo competiciones en las
modalidades de patinaje individual masculino, femenino, patinaje en
parejas y danza sobre hielo y sirvió como clasificatorio para la
Final del Grand Prix de 2011.

## Resultados

### Patinaje individual masculino
| Clasificación | Nombre           | País           | Total  | Programa corto | Programa corto | Programa libre | Programa libre |
| ------------- | ---------------- | -------------- | ------ | -------------- | -------------- | -------------- | -------------- |
| 1             | Jeremy Abbott    | Estados Unidos | 228,49 | 3              | 79,32          | 3              | 149,17         |
| 2             | Nobunari Oda     | Japón          | 227,11 | 4              | 77,65          | 2              | 149,46         |
| 3             | Song Nan         | China          | 226,75 | 5              | 72,72          | 1              | 154,03         |
| 4             | Yuzuru Hanyu     | Japón          | 226,53 | 2              | 81,37          | 4              | 145,16         |
| 5             | Artur Gachinski  | Rusia          | 222,54 | 1              | 81,64          | 6              | 140,90         |
| 6             | Richard Dornbush | Estados Unidos | 205,27 | 8              | 62,93          | 5              | 142,34         |
| 7             | Kevin Reynolds   | Canadá         | 204,41 | 7              | 64,31          | 7              | 140,10         |
| 8             | Wu Jialiang      | China          | 182,49 | 6              | 65,06          | 8              | 117,43         |

### Patinaje individual femenino
| Clasificación | Nombre            | País           | Total  | Programa corto | Programa corto | Programa libre | Programa libre |
| ------------- | ----------------- | -------------- | ------ | -------------- | -------------- | -------------- | -------------- |
| 1             | Carolina Kostner  | Italia         | 182,14 | 1              | 61,88          | 1              | 120,26         |
| 2             | Mirai Nagasu      | Estados Unidos | 173,22 | 2              | 60,96          | 2              | 112,26         |
| 3             | Adelina Sotnikova | Rusia          | 159,95 | 3              | 53,74          | 3              | 106,21         |
| 4             | Zhang Kexin       | China          | 153,32 | 5              | 52,85          | 5              | 100,47         |
| 5             | Christina Gao     | Estados Unidos | 152,48 | 8              | 51,99          | 4              | 100,49         |
| 6             | Kanako Murakami   | Japón          | 150,20 | 4              | 53,09          | 7              | 97,11          |
| 7             | Ksenia Makarova   | Rusia          | 143,47 | 9              | 45,90          | 6              | 97,57          |
| 8             | Geng Bingwa       | China          | 142,09 | 6              | 52,61          | 8              | 89,48          |
| 9             | Valentina Marchei | Italia         | 133,86 | 7              | 45,90          | 9              | 81,44          |
| 10            | Zhu Qiuying       | China          | 108,57 | 10             | 35,28          | 10             | 73,29          |

### Patinaje en parejas
| Clasificación | Nombre                                  | País            | Total  | Programa corto | Programa corto | Programa libre | Programa libre |
| ------------- | --------------------------------------- | --------------- | ------ | -------------- | -------------- | -------------- | -------------- |
| 1             | Yuko Kavaguti / Aleksandr Smirnov       | Rusia           | 186,74 | 1              | 64,45          | 1              | 122,29         |
| 2             | Zhang Dan / Zhang Hao                   | China           | 177,67 | 3              | 60,57          | 2              | 117,10         |
| 3             | Kirsten Moore-Towers / Dylan Moscovitch | Canadá          | 172,04 | 2              | 60,78          | 4              | 111,26         |
| 4             | Amanda Evora / Mark Ladwig              | Estados Unidos  | 170,63 | 5              | 57,88          | 3              | 112,75         |
| 5             | Sui Wenjing / Han Cong                  | China           | 169,47 | 4              | 60,00          | 5              | 109,47         |
| 6             | Yu Xiaoyu / Jin Yang                    | China           | 162,96 | 6              | 54,42          | 6              | 108,54         |
| 7             | Taylor Steele / Robert Schultz          | Canadá          | 141,84 | 7              | 48,25          | 7              | 93,59          |
| 8             | Klára Kadlecová / Petr Bidař            | República Checa | 120,95 | 8              | 38,34          | 8              | 82,61          |

### Danza sobre hielo
| Clasificación | Nombre                               | País           | Total  | Danza corta | Danza corta | Danza libre | Danza libre |
| ------------- | ------------------------------------ | -------------- | ------ | ----------- | ----------- | ----------- | ----------- |
| 1             | Yekaterina Bobrova / Dmitri Soloviov | Rusia          | 163,52 | 1           | 65,73       | 1           | 97,79       |
| 2             | Maia Shibutani / Alex Shibutani      | Estados Unidos | 148,40 | 2           | 57,79       | 2           | 90,61       |
| 3             | Pernelle Carron / Lloyd Jones        | Francia        | 130,97 | 4           | 52,41       | 3           | 78,56       |
| 4             | Penny Coomes / Nicholas Buckland     | Reino Unido    | 130,39 | 3           | 53,89       | 4           | 76,50       |
| 5             | Huang Xintong / Zheng Xun            | China          | 120,11 | 6           | 45,07       | 5           | 75,04       |
| 6             | Yu Xiaoyang / Wang Chen              | China          | 115,59 | 5           | 48,36       | 7           | 67,23       |
| 7             | Charlotte Lichtman / Dean Copely     | Estados Unidos | 109,61 | 8           | 40,26       | 6           | 69,35       |
| 8             | Emily Samuelson / Todd Gilles        | Estados Unidos | 106,74 | 7           | 43,64       | 8           | 63,10       |